# Al-Maradi
 (janvier 2018).
Si vous disposez d'ouvrages ou d'articles de référence ou si vous connaissez des sites web de qualité traitant du thème abordé ici, merci de compléter l'article en donnant les références utiles à sa vérifiabilité et en les liant à la section « Notes et références ».
Ar-Rabi ibn Souleymane Al-Maradi Ar-Rabi Al-Maradi (790-873) fut un élève de l'imam Al-Chafii, grande figure de l'islam. Il est le principal rapporteur cité dans le livre Al-Umm de Al-Chafii.
Il le rédigea pendant le vivant de son maître en même temps que Al-Risâlah et autres livres chaféites.